# Gracenote

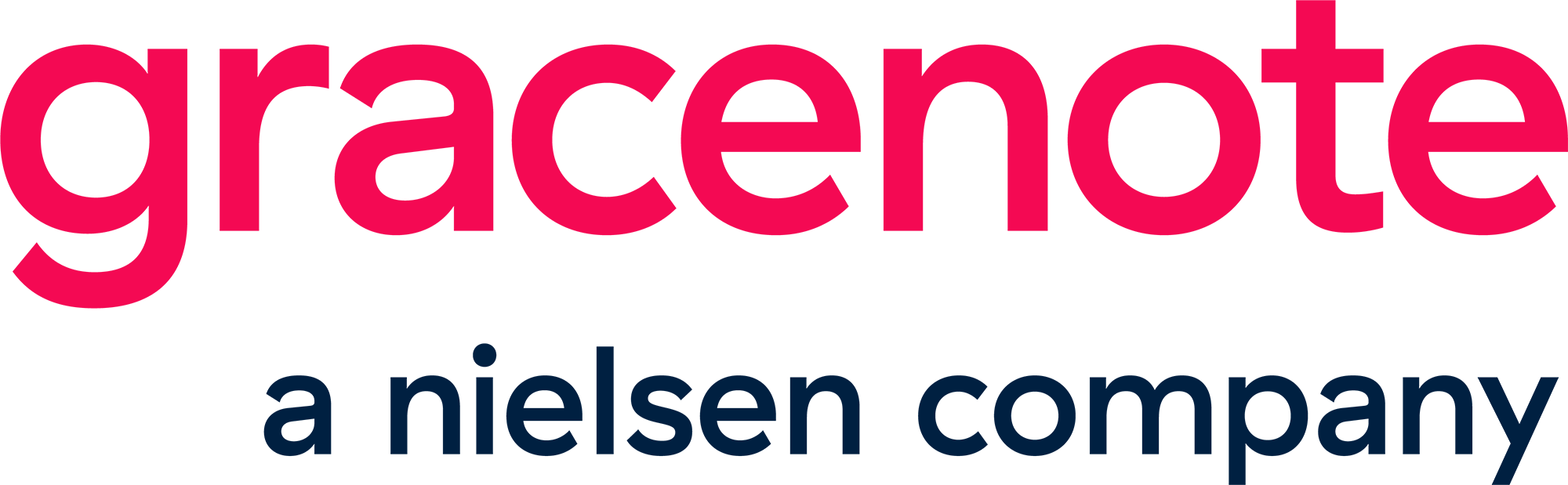

Gracenote, Inc., anteriormente chamado de CDDB (Compact Disc Data Base), é uma empresa subsidiária da Nielsen Company que mantém as licenças de uso de informação de banco de dados acessíveis pela Internet, contendo informações de toda a indústria audiovisual (filmes, séries, novelas, músicas, etc) a nível global. Ela fornece software e metadados para empresas que permitem que seus clientes administrem e façam buscas em mídias digitais.
Possui escritórios em diversos países, como Índia, Japão, Coréia do Sul, Austrália, Jordânia, Alemanha, Países Baixos, Brasil, México e Canadá. Nos EUA, além da sede em Emeryville, possui um escritório em Los Angeles e outro em Queensbury.
A Gracenote Brasil mantém escritório em São Paulo desde 2015 e tem como clientes grandes nomes, como Sky, Rede Globo, LG, NET, Oi Tv, Apple Music, Spotify, Amazon, entre outros.